# CART v roce 1985
VII. ročník americké série formulových vozů CART zahájil sezónu na trati v Long Beach 14. dubna a zakončil jí na trati Tamiami Park v Miami 10. listopadu. Již po čtyřech odjetých závodech se zdálo, že obhájce titulu Mario Andretti nebude mít ani v tomto ročníku přemožitele. V prvních čtyřech závodech třikrát zvítězil a pouze v 500 mil v Indianapolis ho překonal Danny Sullivan. Po zbytek sezóny ho provázela smůla a tak se spolu s Bobby Rahalem zapsal do statistik pouze jako jezdec s největším počtem vítězství v sezóně, oba zvítězili třikrát. Z titulu se radoval Al Unser, který zvítězil jen jedinkrát a v celkovém hodnocení porazil svého syna o pouhý bod. Nejúspěšnějším cizincem byl Emerson Fittipaldi z Brazílie a o titul nejlepšího nováčka Rookie of the Year se utkali Arie Luyendyk z Nizozemska a Bruno Giacomelli z Itálie. Přestože se šampionátu zúčastnilo pět výrobců šasi, o přední umístění bojovaly jen vozy March a Lola, a rozdělily si také všechna vítězství v poměru 10:5.

## Pravidla
Bodový systém:
1. – 20 bodů
2. – 16 bodů
3. – 14 bodů
4. – 12 bodů
5. – 10 bodů
6. – 8 bodů
7. – 6 bodů
8. – 5 bodů
9. – 4 body
10. – 3 body
11. – 2 body
12. – 1 bod

- 1 bod za pole positions
- 1 bod za nejvíce kol odjetých v čele závodu

## Složení týmů
| Tým                     | Konstruktér | Šasi | Motor    | č. | Pilot                            |
| ----------------------- | ----------- | ---- | -------- | -- | -------------------------------- |
| Newman-Haas Racing      | Lola        | T900 | Cosworth | 1  | Mario Andretti                   |
| Curb Racing             | Eagle       | 85   | Cosworth | 2  | Tom Sneva                        |
| Curb Racing             | Eagle       | 85   | Cosworth | 98 | Ed Pimm                          |
| Truesports              | March       | 85C  | Cosworth | 3  | Bobby Rahal                      |
| Team Penske             | March       | 85C  | Cosworth | 4  | Danny Sullivan                   |
| Team Penske             | March       | 85C  | Cosworth | 5  | All Unser                        |
| Team Penske             | March       | 85C  | Cosworth | 1  | Rick Mears                       |
| Galles Racing           | March       | 85C  | Cosworth | 6  | Panocho Carter Roberto moreno    |
| Galles Racing           | March       | 85C  | Cosworth | 7  | Geoff Brabham                    |
| Bignotti Cotter         | March       | 85C  | Cosworth | 9  | Roberto Guerrero                 |
| Arciero Racing          | Lola        | T900 | Cosworth | 12 | Bill Whittington                 |
| Arciero Racing          | Lola        | T900 | Cosworth | 57 | Randy Lanier                     |
| Gilmore Racing          | March       | 85C  | Cosworth | 14 | A.J.Foyt                         |
| Gilmore Racing          | March       | 85C  | Cosworth | 41 | Mike Nish                        |
| Gilmore Racing          | March       | 85C  | Cosworth | 44 | George Snider                    |
| Arciero Racing          | Theodore    | 1985 | Cosworth | 15 | Chico Serra                      |
| Kraco Racing            | March       | 85C  | Cosworth | 18 | Kevin Cogan                      |
| Kraco Racing            | March       | 85C  | Cosworth | 99 | Michael Andretti                 |
| Dale Coyne Racing       | Lola        | T800 | Cosworth | 19 | Dale Coyne                       |
| Patrick Racing          | March       | 85C  | Cosworth | 20 | Bruno Giacomelli Don Whittington |
| Patrick Racing          | March       | 85C  | Cosworth | 40 | Emerson Fittipaldi               |
| Morales Racing          | March       | 85C  | Cosworth | 21 | Johnny Rutherford                |
| Simon Racing            | March       | 85C  | Cosworth | 22 | Dick Simon                       |
| Simon Racing            | March       | 85C  | Cosworth | 23 | Raul Boesel                      |
| Machinists Union        | March       | 85C  | Cosworth | 23 | Raul Boesel                      |
| Leader Card             | March       | 84C  | Cosworth | 24 | Rocky Moran Dominic Dobson       |
| Menard Racing           | March       | 84C  | Cosworth | 24 | Tom Bigelow                      |
| Interscope Racing       | March       | 85C  | Cosworth | 25 | Danny Ongais                     |
| Kapsreiter Bier         | Lola        | T800 | Cosworth | 27 | Dick Ferguson                    |
| Daly Racing             | Lola        | T900 | Cosworth | 29 | Derek Daly                       |
| Shierson                | Lola        | T900 | Cosworth | 30 | Al Unser Jr.                     |
| Forsythe Racing         | Lola        | T900 | Cosworth | 33 | Howdy Holmes                     |
| Wysard Motor Co.        | Lola        | T900 | Cosworth | 34 | Jim Crawford                     |
| Pace Electronics        | March       | 84C  | Cosworth | 36 | Dennis Firestone                 |
| Brayton Racing          | March       | 85C  | Cosworth | 37 | Scott Brayton                    |
| Circle Bar Truck Corral | Lola        | T900 | Cosworth | 38 | Chet Fillip                      |
| Satellite Systems       | March       | 85C  | Cosworth | 43 | John Paul Jr.                    |
| STS Communications      | March       | 85C  | Cosworth | 43 | Jan Lammers                      |
| Zanetis                 | March       | 83C  | Cosworth | 50 | Phil Krueger                     |
| Schaefer                | March       | 85C  | Cosworth | 55 | Josele Garza                     |
| Genesee Beer Wagon      | March       | 85C  | Cosworth | 56 | Steve Chassey                    |
| Scot Lad Foods          | March       | 85C  | Cosworth | 59 | Pete Halsmer                     |
| Machinists Union        | March       | 85C  | Cosworth | 59 | Pete Halsmer                     |
| Machinists Union        | March       | 85C  | Cosworth | 55 | Josele Garza                     |
| Kentucky Fried Chicken  | March       | 85C  | Cosworth | 60 | Rich Vogler                      |
| Kentucky Fried Chicken  | March       | 85C  | Cosworth | 24 | Rocky Moran                      |
| Provimi Veal            | Lola        | T900 | Cosworth | 61 | Arie Luyendyk                    |
| Hemelgarn Racing        | Lola        | T900 | Cosworth | 71 | Michael Roe                      |
| Living Well-Driesbach   | Lola        | T900 | Cosworth | 71 | Spike Gehlhausen                 |
| WTTV-Living Well        | Lola        | T900 | Cosworth | 71 | Michael Roe                      |
| Canadian Tire Racing    | March       | 85C  | Cosworth | 76 | Jacques Villeneuve Sr.           |
| Canadian Tire Racing    | March       | 85C  | Cosworth | 76 | Johnny Parsons                   |
| Calumet Farms           | March       | 85C  | Cosworth | 84 | Chip Ganassi                     |
| Skoal Bandit            | Lola        | T900 | Cosworth | 97 | Tony Bettenhausen Jr.            |

## Závody
| Datum        | Grand Prix                     | Okruh           | Vítěz                  | Vůz       | Výsledky |
| ------------ | ------------------------------ | --------------- | ---------------------- | --------- | -------- |
| 14. duben    | Grand Prix Long Beach          | Long Beach      | Mario Andretti         | Lola T900 | Výsledky |
| 26. květen   | 500 mil v Indianapolis         | Indianapolis    | Danny Sullivan         | March 85C | Výsledky |
| 2. červen    | Dana-Rex Mays 200              | Milwaukee       | Mario Andretti         | Lola T900 | Výsledky |
| 16. červen   | Stroh´s 200                    | Portland        | Mario Andretti         | Lola T900 | Výsledky |
| 30. červen   | Grand Prix Meadowlands         | Meadowlands     | Al Unser Jr.           | Lola T900 | Výsledky |
| 7. červenec  | Grand Prix Budweiser Cleveland | Burke Lakefront | Al Unser Jr.           | Lola T900 | Výsledky |
| 28. červenec | Michigan 500                   | Michigan        | Emerson Fittipaldi     | March 85C | Výsledky |
| 4. srpen     | Kraco Car Stereo 150           | Elkhart Lake    | Jacques Villeneuve Sr. | March 85C | Výsledky |
| 18. srpen    | Domino´s Pizza 500             | Pocono          | Rick Mears             | March 85C | Výsledky |
| 1. září      | Escort Radar Warning 200       | Mid-Ohio        | Bobby Rahal            | March 85C | Výsledky |
| 8. září      | Molson Indy 300                | Sanair          | Johnny Rutherford      | March 85C | Výsledky |
| 22. září     | Detroit News 200               | Michigan        | Bobby Rahal            | March 85C | Výsledky |
| 6. říjen     | Stroh´s 300K                   | Laguna Seca     | Bobby Rahal            | March 85C | Výsledky |
| 13. říjen    | Dana 150                       | Phoenix         | Al Unser               | March 85C | Výsledky |
| 10. listopad | Beatrice Indy Challenge        | Tamiami Park    | Danny Sullivan         | March 85C | Výsledky |

## Konečné hodnocení

### Šampionát jezdců
- Žlutě nováček roku

| *  | Jezdec                 | Celkem | Okruh | Ovál |
| -- | ---------------------- | ------ | ----- | ---- |
| 1  | Al Unser               | 151    | 84    | 67   |
| 2  | Al Unser Jr.           | 150    | 103   | 47   |
| 3  | Bobby Rahal            | 134    | 76    | 58   |
| 4  | Danny Sullivan         | 126    | 57    | 69   |
| 5  | Mario Andretti         | 114    | 52    | 62   |
| 6  | Emerson Fittipaldi     | 104    | 66    | 38   |
| 7  | Tom Sneva              | 66     | 15    | 51   |
| 8  | Jacques Villeneuve Sr. | 54     | 52    | 2    |
| 9  | Michael Andretti       | 53     | 38    | 15   |
| 10 | Rick Mears             | 51     | 0     | 51   |
| 11 | Johnny Rutherford      | 51     | 7     | 44   |
| 12 | Josele Garza           | 46     | 21    | 25   |
| 13 | Ed Pimm                | 45     | 8     | 37   |
| 14 | Kevin Cogan            | 44     | 20    | 24   |
| 15 | Geoff Brabham          | 41     | 27    | 14   |
| 16 | Pancho Carter          | 37     | 0     | 37   |
| 17 | Roberto Guerrero       | 34     | 12    | 22   |
| 18 | Arie Luyendyk          | 33     | 27    | 6    |
| 19 | Bruno Giacomelli       | 32     | 32    | 0    |
| 20 | Jim Crawford           | 16     | 16    | 0    |
| 21 | Bill Whittington       | 15     | 15    | 0    |
| 22 | Scott Brayton          | 15     | 10    | 5    |
| 23 | Alan Jones             | 14     | 14    | 0    |
| 24 | Danny Ongais           | 14     | 8     | 6    |
| 25 | Howdy Holmes           | 12     | 3     | 9    |
| 26 | Jan Lammers            | 11     | 11    | 0    |
| 27 | Michael Roe            | 11     | 11    | 0    |
| 28 | Roberto Moreno         | 10     | 10    | 0    |
| 29 | Johnny Parsons Jr.     | 10     | 0     | 10   |
| 30 | Raul Boesel            | 10     | 10    | 0    |
| 31 | Enrique Mansilla       | 8      | 7     | 1    |
| 32 | Pete Halsmer           | 7      | 5     | 2    |
| 33 | Dennis Firestone       | 6      | 0     | 6    |
| 34 | Steve Chassey          | 6      | 1     | 5    |
| 35 | Rupert Keegan          | 4      | 4     | 0    |
| 36 | Dick Simon             | 3      | 0     | 3    |
| 37 | Chet Fillip            | 3      | 0     | 3    |
| 38 | Dominic Dobson         | 2      | 2     | 0    |
| 39 | Herm Johnson           | 1      | 1     | 0    |
| 40 | Derek Daly             | 1      | 0     | 1    |

### Pohár národů
| *  | Národ              | Celkem | Okruh | Ovál |
| -- | ------------------ | ------ | ----- | ---- |
| 1  | USA                | 292    | 156   | 136  |
| 2  | Brazílie           | 114    | 76    | 38   |
| 3  | Austrálie          | 55     | 41    | 14   |
| 4  | Kanada             | 54     | 52    | 2    |
| 5  | Mexiko             | 46     | 21    | 25   |
| 6  | Nizozemsko         | 43     | 37    | 6    |
| 7  | Kolumbie           | 34     | 12    | 22   |
| 8  | Itálie             | 32     | 32    | 0    |
| 9  | Spojené království | 20     | 20    | 0    |
| 10 | Irsko              | 12     | 11    | 1    |
| 11 | Argentina          | 8      | 7     | 1    |

### Rookie of the Year
| * | Jezdec              | Celkem | Okruh | Ovál |
| - | ------------------- | ------ | ----- | ---- |
| 1 | Arie Luyendyk       | 33     | 27    | 6    |
| 2 | Bruno Giacomelli    | 32     | 32    | 0    |
| 3 | Michael Roe         | 11     | 11    | 0    |
| 4 | Roberto Moreno      | 10     | 10    | 0    |
| 5 | Raul Boesel         | 10     | 10    | 0    |
| 6 | Rupert Keegan       | 4      | 4     | 0    |
| 7 | Rocky Moran Sr.     | 0      | 0     | 0    |
| 8 | Ludwig Heimrath Jr. | 0      | 0     | 0    |

### Nejlepší motory
| * | Motor         | Celkem | Okruh | Ovál |
| - | ------------- | ------ | ----- | ---- |
| 1 | Cosworth      | 328    | 176   | 152  |
| 2 | ChevyA        | 6      | 1     | 5    |
| 3 | Buick         | 1      | 0     | 1    |
| 4 | Ford-Cosworth | 0      | 0     | 0    |

### Pohár konstruktérů
| * | Vůz    | Celkem | Okruh | Ovál |
| - | ------ | ------ | ----- | ---- |
| 1 | March  | 293    | 151   | 142  |
| 2 | Lola   | 232    | 141   | 91   |
| 3 | Eagle  | 84     | 22    | 62   |
| 4 | Penske | 0      | 0     | 0    |